# Scherma alla V Universiade
Il torneo di scherma della V Universiade si è svolto a Tokyo in Giappone nel 1967.

## Podi

### Uomini
| Evento                          | Oro                                                                              | Argento                                                                       | Bronzo               |
| Fioretto individuale (dettagli) | Arcangelo Pinelli                                                                | Daniel Revenu                                                                 | Nicola Granieri      |
| Sciabola individuale (dettagli) | Bernard Vallée                                                                   | Cesare Salvadori                                                              | Mario Tullio Montano |
| Spada individuale (dettagli)    | Denys Chamay                                                                     | Nicola Granieri                                                               | Roland Losert        |
| Fioretto a squadre (dettagli)   | Giappone                                                                         | Italia Aldo Bergonzelli Nicola Granieri Pasquale La Ragione Arcangelo Pinelli | Francia              |
| Sciabola a squadre (dettagli)   | Italia Nicola Granieri Pasquale La Ragione Mario Tullio Montano Cesare Salvadori | Giappone                                                                      | Francia              |
| Spada a squadre (dettagli)      | Svizzera                                                                         | Svezia                                                                        | Giappone             |

### Donne
| Evento                          | Oro          | Argento      | Bronzo         |
| Fioretto individuale (dettagli) | Kerstin Palm | Annick Level | Colette Revenu |